# Serrat de la Miranda
El Serrat de la Miranda és una serra situada al municipi de Viver i Serrateix (Berguedà), amb una elevació màxima de 745,9 metres.